# Rio Parati
O rio Parati  é um curso de água do estado do Paraná.